# Zwierzynek (przystanek kolejowy)
Zwierzynek – zlikwidowany przystanek stargardzkiej kolei wąskotorowej w Zwierzynku, w województwie zachodniopomorskim, w Polsce. Przystanek został zamknięty 1. lipca 1991 roku, a zlikwidowany w 1995.